# Ralph Hertel
Ralph Hertel (* 19. März 1957) ist ein Schweizer Mediziner. Er ist Professor für Orthopädie und Traumatologie des Bewegungsapparates und ist auf die Schulter und den Ellbogen spezialisiert. Er ist Leiter des Schulter- und Ellbogenzentrums im Lindenhofspital in Bern.

## Werdegang
Ralf Hertel besuchte von 1963 bis 1976 die Grundschule und das Gymnasium in Lugano und schloss mit der Matura C ab.
Er studierte von 1976 bis 1982 Medizin in Genf, Sydney und Zürich. Er beendete sein Studium 1982 mit dem Staatsexamen ab und promovierte 1984.
Nach dem Studium war Hertel bis 1984 mit biomechanischer Grundlagenforschung am Institut für experimentelle Chirurgie in Davos beschäftigt. Von 1984 bis 1989 absolvierte er die Ausbildung in Chirurgie und Orthopädie in Bern. Durch ein Stipendium der Schweizerische Gesellschaft für Orthopädie (SGO) konnte er sich 1988 anatomischer Grundlagenforschung am Laboratoire d’anatomie des saints pères in Paris widmen. 1990 erhielt er den FMH-Titel (Facharzttitel) für orthopädische Chirurgie und wurde zugleich zum Oberarzt der Universitätsklinik für orthopädische Chirurgie in Bern befördert. 1992 folgte die Ernennung zum Teamleiter obere Extremität der Universitätsklinik für Orthopädische Chirurgie in Bern und die Ernennung zum Lehrbeauftragten der Universität Bern. 1995 wurde Hertel zum stellvertretenden Chefarzt der Universitätsklinik für orthopädische Chirurgie ernannt und bekam 1999 mit seiner Habilitation die Venia Docendi der Universität Bern verliehen. 2001 wurde er in das Direktorium des Departements Orthopädie, Plastische und Handchirurgie gewählt. 2004 ernannte ihn die Universität Bern zum ausserordentlichen Professor für Orthopädie und Traumatologie des Bewegungsapparates.

## Forschung und Lehre
Hertel ist bei der Planung und Durchführung von Grundlagen- und Klinischen Forschungsprojekten und der Unterstützung von Dissertanten aktiv. Er ist als Reviewer für das Journal of Shoulder and Elbow Surgery und das Journal of Bone & Joint Surgery tätig. Er entwickelte die von Ernest Amory Codman eingeführte  Frakturklassifikation weiter zur Codman-Hertel-Klassifikation.

## Schriften
- mit Helge Nagel, Jörg Schmiedgen: Zum Wert orofacialer Anomalien zur Identifikation unbekannter Leichen. Dissertation. Medizinische Akademie Dresden 1983, DNB 840472749.
- L’artère descendante du genou. Base anatomique d’un lambeau ostéo-périoste pour la reconstruction tibiale. Laboratoire d’anatomie de la Faculté de médecine, Paris 1988, ISBN 978-290109370-1.